# Trude Beiser
Trude Beiser (n. 2 septembrie 1927, Lech⁠(d), Vorarlberg, Austria) este o schioare alpină ce a reprezentat Austria, medaliată olimpică. A participat la două ediții ale Jocurilor Olimpice (1948, 1952) în care a câștigat două medalii de aur și o medalie de argint.